# Liste des oiseaux de Guinée
Voici une liste des espèces d'oiseaux enregistrées en Guinée. L'avifaune de Guinée comprend un total de 705 espèces, dont deux sont rares ou accidentelles.
Le traitement taxonomique (désignation et séquence des ordres, familles et espèces) et la nomenclature (noms communs et scientifiques) de cette liste suivent les conventions de la liste de contrôle Clements des oiseaux du monde en sa 6e édition. Les comptes de famille au début de chaque rubrique reflètent cette taxonomie, tout comme les dénombrements d'espèces trouvés dans chaque compte de famille. Les espèces accidentelles sont incluses dans le dénombrement total des espèces pour la Guinée.
La balise suivante a été utilisée pour mettre en évidence les altérations. Les espèces indigènes les plus courantes ne sont pas étiquetées.
- (A) accidentel - une espèce qui se produit rarement ou accidentellement en Guinée

## Puffins et pétrels
Ordre : Procellariiformes   Famille : Procellariidae
Les procellariidés constituent le groupe principal de « vrais pétrels » de taille moyenne, caractérisés par des narines unies avec un septum moyen et un long primaire fonctionnel externe.
- Pétrel de Fea, Pterodroma feae
- Puffin de Manx, Puffinus puffinus
- Puffin des Baléares, Puffinus mauretanicus

## Pétrels de la tempête du Nord
Ordre : Procellariiformes   Famille : Hydrobatidés
Les pétrels tempête du nord sont des parents des pétrels et sont les plus petits oiseaux de mer. Ils se nourrissent de crustacés planctoniques et de petits poissons prélevés en surface, généralement en vol stationnaire. Le vol est flottant et parfois semblable à une chauve-souris.
- Pétrel tempête européenne, Hydrobates pelagicus

## Tropicbirds
Ordre : Phaethontiformes   Famille : Phaethontidae
Les phaerhons sont des oiseaux blancs élancés des océans tropicaux, avec des plumes de la queue centrale exceptionnellement longues. Leurs têtes et leurs longues ailes ont des marques noires.
- Oiseau tropique à bec rouge, Phaethon aethereus

## Fous et fous de Bassan
Ordre : Suliformes   Famille : Sulidés
Les sulids comprennent les Morus et les Sula. Les deux groupes sont des oiseaux de mer côtiers de taille moyenne à grande qui plongent pour les poissons.
- Fou brun, Sula leucogaster

## Cormorans
Ordre : Suliformes   Famille : Cormoran
Phalacrocoracidae est une famille d'oiseaux de mer côtiers de taille moyenne à grande, piscivores, qui comprend les cormorans et les cormorans. La coloration du plumage varie, la majorité ayant un plumage principalement sombre, certaines espèces étant en noir et blanc et quelques-unes colorées.
- Grand cormoran, Phalacrocorax carbo
- Cormoran à longue queue, Microcarbo africanus

## Fléchettes
Ordre : Suliformes   Famille : Anhingidés
Les Anhingidés sont souvent appelées « oiseaux-serpents » en raison de leur long cou fin, qui leur donne une apparence de serpent lorsqu'ils nagent avec leur corps submergé. Les mâles ont un plumage noir et brun foncé, une crête érectile sur la nuque et un bec plus gros que la femelle. Les femelles ont un plumage beaucoup plus pâle surtout sur le cou et les parties inférieures. Les fléchettes ont les pieds complètement palmés et leurs jambes sont courtes et en retrait sur le corps. Leur plumage est quelque peu perméable, comme celui des cormorans, et ils déploient leurs ailes pour sécher après la plongée.
- Anhinga d'Affrique, Anhinga rufa

## Pélicans
Ordre : Pelecaniformes   Famille : Pelecanidae
Les pélicans sont de grands oiseaux aquatiques avec une poche distinctive sous leur bec. Comme les autres membres de l'ordre des Pelecaniformes, ils ont des pieds palmés à quatre orteils.
- Grand pélican blanc, Pelecanus onocrotalus
- Pélican gris, Pelecanus rufescens

## Hérons, aigrettes, butors
Ordre : Pelecaniformes   Famille : Ardeidae
La famille des Ardeidae comprend les butors, les hérons et les aigrettes. Les hérons et les aigrettes sont des échassiers de taille moyenne à grande avec de longs cous et pattes. Les butors ont tendance à être plus courts et plus méfiants. Les membres des Ardeidae volent avec le cou rétracté, contrairement aux autres oiseaux à long cou comme les cigognes, les ibis et les spatules.
- Héron cendré, Ardea cinerea
- Héron mélanocéphale, Ardea melanocephala
- Héron goliath, Ardea goliath
- Héron pourpré, Ardea purpurea
- Grande aigrette, Ardea alba
- Héron à bec jaune, Ardea brachyrhyncha
- Aigrette ardoisée, Egretta ardesiaca
- Aigrette à gorge blanche, Egretta gularis
- Aigrette garzette, Egretta garzetta
- Crabier chevelu, Ardeola ralloides
- Héron garde-bœufs, Bubulcus ibis
- Héron strié, Butorides striata
- Bihoreau gris, Nycticorax nycticorax
- Bihoreau à dos blanc, Gorsachius leuconotus (A)
- Onoré à huppe blanche, Tigriornis leucolophus
- Blongios nain, Ixobrychus minutus
- Blongios de Sturm, Ixobrychus sturmii

## Hammerkop
Ordre : Pelecaniformes   Famille : Scopidés
Le hammerkop est un oiseau de taille moyenne avec une longue crête hirsute. La forme de sa tête avec un bec courbé et une crête à l'arrière rappelle celle d'un marteau, d'où son nom. Son plumage est brun terne partout.
- Ombrette africaine, Scopus parapletta

## Ibis et spatules
Ordre : Pelecaniformes   Famille : Threskiornithidae
Threskiornithidae est une famille de grands oiseaux terrestres et échassiers qui comprend les ibis et les spatules. Ils ont de longues et larges ailes avec 11 plumes primaires et environ 20 plumes secondaires. Ce sont de puissants aviateurs et malgré leur taille et leur poids, ils sont très capables.
- Ibis sacré, Threskiornis aethiopicus
- Ibis vermiculé, Bostrychia rara
- Ibis hagedash, Bostrychia hagedash
- Spatule d'Afrique, Platalea alba

## Cigognes
Ordre : Cigogne   Famille : Ciconiidae
Les cigognes sont de grands échassiers à longues pattes, à long cou, avec de longs becs robustes. Les cigognes sont muettes, mais le claquement de bec est un mode de communication important au nid. Leurs nids peuvent être grands et peuvent être réutilisés pendant de nombreuses années. De nombreuses espèces sont migratrices. Il existe 6 espèces présentes en Guinée.
- Tantale ibis, Mycteria ibis
- Bec-ouvert africain, Anastomus lamelligerus
- Cigogne épiscopale, Ciconia episcopus
- Cigogne blanche, Ciconia ciconia
- Jabiru d'Afrique, Ephippiorhynchus senegalensis
- Marabout d'Afrique, Leptoptilos crumenifer

## Flamants roses
Ordre : Phoenicopteriformes   Famille : Phoenicopteridae
Les flamants roses sont des échassiers grégaires, généralement de 3 à 5 pieds (0,9 à 1,5 m) de hauteur, trouvé dans les hémisphères occidental et oriental. Les flamants roses se nourrissent de crustacés et d'algues. Leurs becs de forme étrange sont spécialement adaptés pour séparer la boue et le limon de la nourriture qu'ils consomment et, de manière unique, sont utilisés à l'envers. Il existe 6 espèces dans le monde et 2 espèces présentes en Guinée.
- Flamant rose, Phoenicopterus roseus
- Flamant nain, Phoenicopterus minor

## Canards, oies et cygnes
Ordre : Anseriformes   Famille : Anatidés
Les anatidés comprennent les canards et la plupart des oiseaux aquatiques ressemblant à des canards, comme les oies et les cygnes. Ces oiseaux sont adaptés à une existence aquatique avec des pattes palmées, des becs aplatis et des plumes qui sont excellentes pour perdre de l'eau en raison d'un revêtement huileux.
- Dendrocygne fauve, Dendrocygna bicolor
- Dendrocygne veuf, Dendrocygna viduata
- Ouette d'Égypte, Alopochen aegyptiacus
- Oie-armée de Gambie, Plectropterus gambensis
- Canard à bosse, Sarkidiornis melanotos
- Canard de Hartlaub, Pteronetta hartlaubii
- Anserelle naine, Nettapus auritus
- Canard noirâtre, Anas sparsa
- Canard pilet, Anas acuta
- Sarcelle d'été, Spatule querquedula
- Canard souchet, Spatula clypeata

## Balbuzard
Ordre : Accipitriformes   Famille : Pandionidés
La famille des Pandionidés ne comprend qu'une seule espèce, le balbuzard pêcheur. Le balbuzard pêcheur est un rapace de taille moyenne à grande qui est un spécialiste de la pêche avec une distribution mondiale.
- Balbuzard pêcheur, Pandion haliaetus

## Faucons, aigles et cerfs-volants
Ordre : Accipitriformes   Famille : Accipitridae
Accipitridae est une famille d'oiseaux de proie, qui comprend les faucons, les aigles, les cerfs -volants, les busards et les vautours de l'Ancien Monde. Ces oiseaux ont de puissants becs crochus pour arracher la chair de leurs proies, des pattes solides, des serres puissantes et une vue aiguisée.
- Baza coucou, Aviceda cuculoides
- Bondrée apivore, Pernis apivorus
- Alcin des chauves-souris, Macheiramphus alcinus
- Élanion blac, Elanus caeruleus
- Milan noir, Milvus migrans
- Pygargue vocifer, Haliaeetus vocifer
- Palmiste africain palmiste, Gypohierax angolensis
- Vautour charognard, Necrosyrtes monachus
- Percnoptère, Neophron percnopterus
- Vautour africain, Gyps africanus
- Vautour de Rüppell, Gyps rueppelli
- Vautour oricou, Torgos tracheliotos
- Vautour à tête blanche, Trigonoceps occipitalis
- Circaète Jean-le-Blanc, Circaetus gallicus (A)
- Circaète de Beaudouin, Circaetus beaudouini
- Circaète brun, Circaetus cinereus
- Circaetus, Circaetus cinerascens
- Bateleur des savanes, Terathopius ecaudatus
- Serpentaigle du Congo, Dryotriorchis spectabilis
- Busard des roseaux, Circus aeruginosus
- Busard pâle, Circus macrourus (A)
- Busard cendré, Circus pygargus
- Gymnogène d'Afrique, Polyboroides typus
- Autour unibande, Kaupifalco monogrammicus
- Autour sombre, Melierax metabates
- Autour Gabar, Micronisus gabar
- Autour de Toussenel, Accipiter toussenelii
- Épervier shikra, Accipiter badius
- Épervier de Hartlaub, Accipiter erythropus
- Épervier des ovampos, Accipiter ovampensis (A)
- Autour noir, Accipiter melanoleucus
- Autour à longue queue, Urotriorchis macrourus
- Busautour des sauterelles, Butastur rufipennis
- Buse d'Afrique, Buteo auguralis
- Aigle ravisseur, Aquila rapax (A)
- Aigle fascié, Aquila spilogaster
- Aigle de Cassin, Aquila africana
- Aigle de Wahlberg, Hieraaetus wahlbergi
- Aigle d'Ayres, Hieraaetus ayresii
- Aigle martial, Polemaetus bellicosus
- Aigle huppard, Lophaetus occipitalis
- Aigle couronné, Stephanoaetus coronatus

## Caracaras et faucons
Ordre : Falconiformes   Famille : Falconidés
Les Falconidae sont une famille d'oiseaux de proie diurnes. Ils diffèrent des faucons, des aigles et des cerfs-volants en ce qu'ils tuent avec leur bec au lieu de leurs serres
- Faucon crécerellette, Falco naumanni
- Faucon crécerelle, Falco tinnunculus
- Crécerelle renard, Falco alopex
- Faucon ardoisé, Falco ardosiaceus
- Faucon chicquera, Falco chicquera
- Faucon hobereau, Falco subbuteo
- Faucon de Cuvier, Falco cuvierii
- Faucon pèlerin, Falco peregrinus

## Faisans, tétras et alliés
Ordre : Galliformes   Famille : Phasianidés
Les Phasianidae sont une famille d'oiseaux terrestres qui se compose de cailles, de tetraogallus, de francolins, de pternistis, de tragopans, de lophophorus, de faisans, de paons et de volailles de jungle. En général, ils sont dodus (bien qu'ils varient en taille) et ont des ailes larges et relativement courtes.
- Francolin à gorge blanche, Peliperdix albogularis
- Francolin de Latham, Peliperdix lathami
- Francolin d'Ahanta, Pternistis ahantensis
- Francolin à double éperon, Pternistis bicalcaratus
- Caille des blés, Coturnix coturnix
- Caille bleue, Synoicus adansonii

## Perdrix
Ordre : Galliformes   Famille : Odontophoridés
- Perdrix en pierre, Ptilopachus petrosus

## Pintade
Ordre : Galliformes   Famille : Numididés
La pintade est un groupe d'oiseaux africains qui se nourrissent de graines et qui nichent au sol qui ressemblent à des perdrix, mais avec une tête sans plumes et un plumage gris pailleté.
- Pintade à poitrine blanche, Agelastes meleagrides
- Pintade de Numidie, Numida meleagris
- Pintade de pucheran, Guttera pucherani

## Grues
Ordre : Gruiformes   Famille : Gruidés
Les grues sont de grands oiseaux à longues pattes et à long cou. Contrairement aux hérons d'apparence similaire mais non apparentés, les grues volent avec le cou tendu et non tiré en arrière. La plupart ont des parades ou des « danses » élaborées et bruyantes. Il existe 15 espèces dans le monde et 1 espèce présente en Guinée.
- Grue couronnée noire, Balearica pavonina

## Flufftails
Ordre : Gruiformes   Famille : Sarothruridés
- Râle perlé, Sarothrura pulchra
- Râle ponctué, Sarothrura elegans
- Râle de Böhm, Sarothrura boehmi
- Râle à gorge grise, Canirallus oculeus

## Rails, gallinules et foulques
Ordre : Gruiformes   Famille : Rallidés
Les rallidés sont une grande famille d'oiseaux de taille petite à moyenne qui comprend les rallidés, les crakes, les foulques et les gallinules. En règle générale, ils habitent une végétation dense dans des environnements humides près des lacs, des marécages ou des rivières. En général, ce sont des oiseaux timides et secrets, ce qui les rend difficiles à observer. La plupart des espèces ont des pattes solides et de longs orteils qui sont bien adaptés aux surfaces molles inégales. Ils ont tendance à avoir des ailes courtes et arrondies et à voler faibles.
- Rail Nkulengu, Himantornis haematopus
- Rail à gorge grise, Canirallus oculeus
- Crake africain, Crex egregia
- Crake noir, Zapornia flavirostris
- Petit crake, Zapornia parva
- Crake de Baillon, Zapornia pusilla
- Gallinule d' Allen, Porphyrio alleni
- Moorhen eurasienne, Gallinula chloropus
- Petite lande, Paragallinula angulata

## Sungrebe et finfoots
Ordre : Gruiformes   Famille : Heliornithidae
Heliornithidae est une petite famille d'oiseaux tropicaux avec des lobes palmés sur leurs pattes semblables à ceux des grèbes et foulques.
- Nageoire africaine, Podica senegalensis

## Outardes
Ordre : Otidiformes   Famille : Otididés
Les outardes sont de grands oiseaux terrestres principalement associés aux terres sèches et aux steppes de l'Ancien Monde. Ils sont omnivores et nichent sur le sol. Ils marchent régulièrement sur des jambes solides et de gros orteils, picorant de la nourriture au fur et à mesure. Ils ont de longues ailes larges avec des bouts d'ailes « doigts » et des motifs frappants en vol. Beaucoup ont des affichages d'accouplement intéressants.
- Outarde de Denham, Neotis denhami
- Outarde à ventre blanc, Eupodotis senegalensis
- Outarde à ventre noir, Lissotis melanogaster

## Boutonnières
Ordre : Charadriiformes   Famille : Turnicidae
Les boutonnières sont de petits oiseaux ternes et courants qui ressemblent aux vraies cailles. La femelle est la plus brillante des sexes et initie la parade nuptiale. Le mâle incube les œufs et s'occupe des petits.
- Petite boutonnière, Turnix sylvatica

## Jacanas
Ordre : Charadriiformes   Famille : Jacanidés
Les jacanas sont un groupe d'échassiers tropicaux de la famille des jacanidés. On les trouve partout dans les tropiques. Ils sont identifiables par leurs énormes pieds et griffes qui leur permettent de marcher sur la végétation flottante dans les lacs peu profonds qui sont leur habitat préféré. Il y a 8 espèces dans le monde et 1 espèce présente en Guinée.
- Jacana africain, Actophilornis africanus

## Bécassine peinte
Ordre : Charadriiformes   Famille : Rostratulidae
Les bécassines peintes sont des oiseaux à pattes courtes et à long bec, de forme similaire aux vraies bécassines, mais de couleurs plus vives.
- Une plus grande bécassine peinte, Rostratula benghalensis

## Huîtriers
Ordre : Charadriiformes   Famille : Hématopodidés
Les huîtriers sont de grands oiseaux bruyants ressemblant à des pluviers, avec des becs puissants utilisés pour écraser ou attraper les mollusques ouverts.
- Huîtrier du Sud, Haematopus ostralegus

## Avocettes et échasses
Ordre : Charadriiformes   Famille : Recurvirostridae
Recurvirostridae est une famille de grands échassiers, qui comprend les avocettes et les échasses. Les avocettes ont de longues pattes et de longs becs recourbés vers le haut. Les échasses ont des pattes extrêmement longues et des becs longs, fins et droits.
- Échasses à ailes noires, Himantopus himantopus
- Avocette pie, Recurvirostra avosetta

## Genoux épais
Ordre : Charadriiformes   Famille : Burhinidés
Les genoux épais sont un groupe d'échassiers largement tropicaux de la famille des Burhinidae. On les trouve dans le monde entier dans la zone tropicale, certaines espèces se reproduisant également en Europe tempérée et en Australie. Ce sont des limicoles de taille moyenne à grande avec de forts becs noirs ou jaune-noir, de grands yeux jaunes et un plumage cryptique. Bien qu'elles soient classées comme échassiers, la plupart des espèces ont une préférence pour les habitats arides ou semi-arides.
- Genou épais eurasien, Burhinus oedicnemus
- Sénégal genou épais, Burhinus senegalensis

## Pluvier égyptien
Ordre : Charadriiformes   Famille : Pluvianidés
Le pluvier égyptien se trouve dans toute l'Afrique équatoriale et le long du Nil.
- Pluvier égyptien, Pluvianus aegyptius

## Pratincoles et coursiers
Ordre : Charadriiformes   Famille : Glareolidae
Glareolidae est une famille d'échassiers comprenant les gatoles, qui ont de courtes pattes, de longues ailes pointues et de longues queues fourchues, et les coursiers, qui ont de longues pattes, des ailes courtes et de longs becs pointus qui se courbent vers le bas.
- Coursier de Temminck, Cursorius temminckii
- Courser à ailes de bronze, Rhinoptilus chalcopterus
- Glaréole à collier, Glareola pratincola
- Rock pratincole, Glareola nuchalis
- Glaréole grise, Glareola cinerea

## Pluviers et vanneaux
Ordre : Charadriiformes   Famille : Charadriidae
La famille Charadriidae comprend les pluviers, les dotterels et les vanneaux. Ce sont des oiseaux de taille petite à moyenne avec un corps compact, un cou court et épais et de longues ailes généralement pointues. On les trouve en pleine terre dans le monde entier, principalement dans des habitats près de l'eau.
- Vanneau éperonné, Vanellus spinosus
- Vanneau à tête noire, Vanellus tectus
- Vanneau à tête blanche, Vanellus albiceps
- Vanneau du Sénégal, Vanellus lugubris
- Vanneau caronculé, Vanellus senegallus
- Pluvier à ventre noir, Pluvialis squatarola
- Pluvier annelé commun, Charadrius hiaticula
- Petit pluvier annelé, Charadrius dubius
- Pluvier de Kittlitz, Charadrius pecuarius
- Pluvier de Forbes, Charadrius forbesi
- Pluvier à front blanc, Charadrius marginatus
- Pluvier du Kent, Charadrius alexandrinus

## Bécasseaux et alliés
Ordre : Charadriiformes   Famille : Scolopacidés
Scolopacidés est une grande famille diversifiée de petites et limicoles moyennes, y compris les bécasseaux, courlis, Barges, jarrets, bavardes, bécasses, bécassines, bécasseaux et phalaropes. La majorité de ces espèces se nourrissent de petits invertébrés prélevés dans la boue ou le sol. La variation de la longueur des pattes et des becs permet à plusieurs espèces de se nourrir dans le même habitat, en particulier sur la côte, sans concurrence directe pour la nourriture.
- Jack snipe, Lymnocryptes minimus
- Bécassine commune, Gallinago gallinago
- Barge à queue noire, Limosa limosa
- Barge à queue barrée, Limosa lapponica
- Whimbrel, Numenius phaeopus
- Courlis eurasien, Numenius arquata
- Jarret rouge tacheté, Tringa erythropus
- Redshank commun, Tringa totanus
- Bécasseau des marais, Tringa stagnatilis
- Jarret vert commun, Tringa nebularia
- Bécasseau vert, Tringa ochropus
- Bécasseau des bois, Tringa glareola
- Bécasseau commun, Actitis hypoleucos
- Tournepierre rousse, Arenaria interpres
- Nœud rouge, Calidris canutus
- Sanderling, Calidris alba
- Petit relais, Calidris minuta
- Le passage de Temminck, Calidris temminckii
- Bécasseau courlis, Calidris ferruginea
- Dunlin, Calidris alpina
- Ruff, Calidris pugnax
- Phalarope rouge, Phalaropus fulicarius

## Skuas et jaegers
Ordre : Charadriiformes   Famille : Stercorariidae
La famille des Stercorariidae comprend, en général, des oiseaux de taille moyenne à grande, généralement au plumage gris ou brun, souvent avec des marques blanches sur les ailes. Ils nichent au sol dans les régions tempérées et arctiques et migrent sur de longues distances.
- Grand skua, Stercorarius skua
- Pomarine jaeger, Stercorarius pomarinus
- Jaeger parasite, Stercorarius parasiticus
- Jaeger à longue queue, Stercorarius longicaudus

## Goélands, sternes et écumeurs
Ordre : Charadriiformes   Famille : Laridés
Les laridés sont une famille d'oiseaux de mer moyens à grands, les goélands, les sternes et les écumeurs. Les goélands sont généralement gris ou blancs, souvent avec des marques noires sur la tête ou les ailes. Ils ont des becs robustes et longs et des pattes palmées. Les sternes sont un groupe d'oiseaux de mer généralement moyens à grands avec un plumage gris ou blanc, souvent avec des marques noires sur la tête. La plupart des sternes chassent le poisson en plongeant, mais certaines ramassent des insectes à la surface de l'eau douce. Les sternes sont généralement des oiseaux à longue durée de vie, dont plusieurs espèces vivent plus de. Les écumeurs sont une petite famille d'oiseaux ressemblant à des sternes tropicales. Ils ont une mandibule inférieure allongée qu'ils utilisent pour se nourrir en volant bas au-dessus de la surface de l'eau et en écrémant l'eau pour les petits poissons.
- Moindre goéland marin, Larus fuscus
- Goéland à tête grise, Chroicocephalus cirrocephalus
- Mouette rieuse, Chroicocephalus ridibundus
- Goéland à bec grêle, Chroicocephalus genei
- Mouette de Sabine, Xema sabini
- Guifette à bec de goéland, Gelochelidon nilotica
- Sterne caspienne, Hydroprogne caspia
- Sterne huppée moindre, Thalasseus bengalensis
- Sterne sandwich, Thalasseus sandvicensis
- Sterne royale, Thalasseus maximus
- Sterne rosée, Sterna dougallii
- Sterne pierregarin, Sterna hirundo
- Sterne arctique, Sterna paradisaea
- Petite sterne, Sternula albifrons
- Sterne moustache, Chlidonias hybrida
- Sterne à ailes blanches, Chlidonias leucopterus
- Guifette noire, Chlidonias niger
- Écumeur africain, Rynchops flavirostris

## Ganga des sables
Ordre : Ptérocliformes   Famille : Pteroclidae
Le ganga des sables a une petite tête et un cou ressemblant à un pigeon, mais un corps compact et robuste. Ils ont de longues ailes pointues et parfois des queues et un vol direct rapide. Les troupeaux volent vers les points d'eau à l'aube et au crépuscule. Leurs jambes sont plumées jusqu'aux orteils. Il existe 16 espèces dans le monde et 1 espèce présente en Guinée.
- Ganga à quatre bandes, Pterocles quadricinctus

## Pigeons et colombes
Ordre : Columbiformes   Famille : Columbidés
Les pigeons et les colombes sont des oiseaux au corps robuste avec un cou court et un bec court et mince avec une cire charnue.
- Pigeon commun, Columba livia
- Pigeon moucheté, Columba guinea
- Afep pigeon, Columba unicincta
- Pigeon Rameron, Columba arquatrix
- Pigeon à cou de bronze de l'Ouest, Columba iriditorques
- Colombe au citron, Columba larvata
- Tourterelle eurasienne, Streptopelia turtur
- Colombe aux yeux rouges, Streptopelia semitorquata
- Tourterelle vinacée, Streptopelia vinacea
- Colombe qui rit, Spilopelia senegalensis
- Tourterelle des bois à bec noir, Turtur abyssinicus
- Tourterelle des bois à points bleus, Turtur afer
- Tourterelle tambourin, Turtur tympanistria
- Tourterelle à tête bleue, Turtur brehmeri
- Colombe Namaqua, Oena capensis
- Le pigeon vert de Bruce, Treron waalia
- Pigeon vert d'Afrique, Treron calva

## Perroquets de l'Ancien Monde
Ordre : Psittaciformes   Famille : Psittaculidés
- Perruche à collier rose, Psittacula krameri
- Inséparable à tête rouge, Agapornis pullarius

## Turacos
Ordre : Musophagiformes   Famille : Musophagidae
Les turacos, les mangeurs de plantain et les oiseaux disparus forment la famille des Musophagidés. Ce sont des oiseaux arboricoles de taille moyenne. Les turacos et les mangeurs de plantain sont de couleur vive, généralement en bleu, vert ou violet. Les oiseaux qui s'en vont sont pour la plupart gris et blancs.
- Grand turaco bleu, Corythaeola cristata
- Guinée turaco, Tauraco persa
- Turaco à bec jaune, Tauraco macrorhynchus
- Turaco violet, Musophaga violacea
- Mangeur de plantain de l'Ouest, Crinifer piscator

## Coucous et anis
Ordre : Cuculiformes   Famille : Cuculidés
La famille des Cuculidae comprend les coucous, les roadrunners et les anis. Ces oiseaux sont de taille variable avec des corps élancés, de longues queues et des pattes solides. Les coucous de l'Ancien Monde sont des parasites du couvain. Il existe 138 espèces dans le monde et 17 espèces présentes en Guinée.
- Coucou pie, Clamator jacobinus
- Coucou de Levaillant, Clamator levaillantii
- Grand coucou tacheté, Clamator glandarius
- Coucou à gros bec, Pachycoccyx audeberti
- Coucou à poitrine rouge, Cuculus solitarius
- Coucou noir, Cuculus clamosus
- Coucou africain, Cuculus gularis
- Coucou à longue queue sombre, Cercococcyx mechowi
- Coucou à longue queue olive, Cercococcyx olivinus
- Coucou de Klaas, Chrysococcyx klaas
- Coucou émeraude africain, Chrysococcyx cupreus
- Coucou diderique, Chrysococcyx caprius
- Malkoha bleu, Ceuthmochares aereus
- Coucal noir, Centropus grillii
- Coucal à gorge noire, Centropus leucogaster
- Coucal à tête bleue, Centropus monachus
- Sénégal coucal, Centropus senegalensis

## Effraie des clochers
Ordre : Strigiformes   Famille : Tytonidés
Les chouette effraies sont des chouettes moyennes à grandes avec de grandes têtes et des visages caractéristiques en forme de cœur. Ils ont de longues jambes fortes avec de puissantes serres. Il existe 16 espèces dans le monde et 1 espèce présente en Guinée.
Chouette effraie, Tyto alba

## Chouettes typiques
Ordre : Strigiformes   Famille : Strigidés
Les hiboux typiques sont de petits à grands oiseaux de proie nocturnes solitaires. Ils ont de grands yeux et oreilles orientés vers l'avant, un bec en forme de faucon et un cercle de plumes bien visible autour de chaque œil appelé disque facial.
- Petit-duc africain, Otus senegalensis
- Chouette scops eurasienne, Otus scops
- Chouette à face blanche, Ptilopsis leucotis
- Grand-duc grisâtre, Bubo cinerascens
- Grand-duc de Fraser, Bubo poensis
- Grand-duc de Verreaux, Bubo lacteus
- Grand-duc d'Akun, Bubo leucostictus
- Chouette pêcheur roux, Scotopelia ussheri
- Chouette des bois d'Afrique, Strix woodfordii
- Chouette à crinière, Jubula lettii
- Chouette tachetée de perles, Glaucidium perlatum
- Chouette de Sjostedt, Glaucidium sjostedti
- Chouette des marais, Asio flammeus
- Chouette des marais, Asio capensis

## Engoulevent
Ordre : Caprimulgiformes   Famille : Caprimulgidae
Les engouffres nocturnes sont des oiseaux nocturnes de taille moyenne qui nichent généralement sur le sol. Ils ont de longues ailes, des pattes courtes et des becs très courts. La plupart ont de petits pieds, peu utiles pour la marche, et de longues ailes pointues. Leur plumage doux est camouflé pour ressembler à de l'écorce ou des feuilles. Il y a 7 espèces qui ont été répertoriées en Guinée.
- Engoulevent à épaulettes noires, Caprimulgus nigriscapularis
- Engoulevent à cou de feu, Caprimulgus pectoralis
- Engoulevent des marais, Caprimulgus natalensis
- Engoulevent plaine, Caprimulgus inornatus
- Engoulevent de taches de rousseur, Caprimulgus tristigma
- Engoulevent à longue queue, Caprimulgus climacurus
- Engoulevent à ailes standard, Caprimulgus longipennis

## Martinet
Ordre : Caprimulgiformes   Famille : Apodidés
Les martinets sont de petits oiseaux qui passent la majorité de leur vie à voler. Ces oiseaux ont des pattes très courtes et ne s'installent jamais volontairement sur le sol, se perchant uniquement sur des surfaces verticales. De nombreux martinets ont de longues ailes en flèche qui ressemblent à un croissant ou à un boomerang.
- Rare rapide, Schoutedenapus myoptilus
- Queue d'épine tachetée, Telacanthura ussheri
- Queue d'épine de Sabine, Rhaphidura sabini
- Queue d'épine de Cassin, Neafrapus cassini
- Palmier africain, Cypsiurus parvus
- Martinet alpin, Apus melba (A)
- Martinet tacheté, Apus aequatorialis
- Martinet commun, Apus apus
- Rapide ordinaire, Apus unicolor (A)
- Rapide blême, Apus pallidus (A)
- Peu rapide, Apus affinis
- Martinet à croupion blanc, Apus caffer (A)
- Rapide de Bates, Apus batesi

## Oiseaux de souris
Ordre : Coliiformes   Famille : Coliidés
Les souris sont des oiseaux grisâtres ou bruns minces avec des plumes douces et poilues et de très longues queues minces. Ils sont arboricoles et se précipitent à travers les feuilles comme des rongeurs à la recherche de baies, de fruits et de bourgeons. Ils sont acrobatiques et peuvent se nourrir à l'envers. Toutes les espèces ont de fortes griffes et des orteils externes réversibles. Ils ont également des crêtes et des factures tronquées. Il existe 6 espèces dans le monde et 1 espèce présente en Guinée.
- Souris mouchetée, Colius striatus

## Trogons et quetzals
Ordre : Trogoniformes   Famille : Trogonidés
La famille des Trogonidae comprend les trogons et les quetzals. Trouvés dans les forêts tropicales du monde entier, ils se nourrissent d'insectes et de fruits, et leur bec large et leurs pattes faibles reflètent leur alimentation et leurs habitudes arboricoles. Bien que leur vol soit rapide, ils hésitent à parcourir n'importe quelle distance. Les trogons ont des plumes douces, souvent colorées, avec un plumage masculin et féminin distinctif. Il existe 33 espèces dans le monde et 2 espèces présentes en Guinée.
- Narina trogon, Apaloderma narina
- Trogon à joues nues, Apaloderma aequatoriale

## Les martins-pêcheurs
Ordre : Coraciiformes   Famille : Alcédinidés
Les martins-pêcheurs sont des oiseaux de taille moyenne à grosse tête, à bec long et pointu, à pattes courtes et à queue tronquée. Il existe 93 espèces dans le monde et 12 espèces présentes en Guinée.
- Martin-pêcheur bleu brillant, Alcedo quadribrachys
- Martin- pêcheur malachite , Corythornis cristatus
- Martin-pêcheur à ventre blanc, Corythornis leucogaster
- Martin- pêcheur pygmée africain , Ispidina picta
- Martin-pêcheur nain africain, Ispidina lecontei
- Martin-pêcheur au chocolat, Halcyon badia
- Martin-pêcheur à tête grise, Halcyon leucocephala
- Martin- pêcheur des bois , Halcyon senegalensis
- Martin-pêcheur à poitrine bleue, Halcyon malimbica
- Martin- pêcheur rayé , Halcyon chelicuti
- Martin- pêcheur géant , Megaceryle maximus
- Martin- pêcheur pie , Ceryle rudis

## Guêpiers d'abeilles
Ordre : Coraciiformes   Famille : Méropidés
Les guêpiers sont un groupe d'oiseaux passereaux proches de la famille des Méropidés. La plupart des espèces se trouvent en Afrique mais d'autres se trouvent dans le sud de l'Europe, à Madagascar, en Australie et en Nouvelle-Guinée. Ils sont caractérisés par un plumage richement coloré, un corps élancé et des plumes centrales généralement allongées. Tous sont colorés et ont de longs becs renversés et des ailes pointues, qui leur donnent une apparence d'hirondelle lorsqu'ils sont vus de loin. Il y a 11 espèces qui ont été répertoriées en Guinée.
- Guêpier noir, Merops gularis
- Guêpier à moustache bleue, Merops mentalis
- Guêpier à gorge rousse, Merops bulocki
- Petit Guêpier, Merops pusillus
- Guêpier à poitrine bleue, Merops variegatus
- Guêpier à queue fourchue, Merops hirundineus
- Guêpier à gorge blanche, Merops albicollis
- Guêpier à joues bleues, Merops persicus
- Guêpier d'Europe, Merops apiaster
- Guêpier rose, Merops malimbicus
- Guêpier carmin du Nord, Merops nubicus

## Rouleaux typiques
Ordre : Coraciiformes   Famille : Coraciidae
Les rouleaux ressemblent à des corbeaux en taille et en forme, mais sont plus étroitement liés aux martins -pêcheurs et aux meropidae. Ils partagent l'apparence colorée de ces groupes avec des bleus et des bruns prédominants. Les deux orteils avant intérieurs sont connectés, mais l'orteil extérieur ne l'est pas. Il existe 12 espèces dans le monde et 5 espèces présentes en Guinée.
- Rouleau abyssin, Coracias abyssinica
- Rouleau à couronne roux, Coracias naevia
- Rouleau à ventre bleu, Coracias cyanogaster
- Rouleau à large bec, Eurystomus glaucurus
- Rouleau à gorge bleue, Eurystomus gularis

## Les huppes
Ordre : Bucerotiformes   Famille : Upupidés
Les huppes ont une coloration noire, blanche et rose orangée avec une grande crête érectile sur la tête. Il existe 2 espèces dans le monde et 1 espèce présente en Guinée.
- Huppe fasciée, Upupa epops

## Woodhoopoes
Ordre : Bucerotiformes   Famille : Phoeniculidae
Les bosquets sont liés aux martins -pêcheurs, aux rouleaux et aux huppes. Ils ressemblent le plus aux huppes avec leurs longs becs incurvés, utilisés pour sonder les insectes, et leurs ailes courtes et arrondies. Cependant, ils diffèrent en ce qu'ils ont un plumage métallique, souvent bleu, vert ou violet, et n'ont pas de crête érectile. Il existe 8 espèces dans le monde et 3 espèces présentes en Guinée.
- Woodhoopoe vert, Phoeniculus purpureus
- Woodhoopoe des forêts, Phoeniculus castaneiceps
- Cimeterre noir-bill, Rhinopomastus aterrimus

## Calao
Ordre : Bucerotiformes   Famille : Bucerotidés
Les calaos sont un groupe d'oiseaux dont le bec est en forme de corne de vache, mais sans torsion, parfois avec un casque sur la mandibule supérieure. Souvent, le bec est de couleur vive. Il y a 13 espèces présentes en Guinée.
- Calao à crête blanche, Horizocerus albocristatus
- Calao nain noir, Horizocerus hartlaubi
- Calao à bec rouge de l'Ouest, Tockus kempi
- Calao nain à bec rouge, Lophoceros camurus
- Calao pie africain, Lophoceros fasciatus
- Calao gris d'Afrique, Lophoceros nasutus
- Calao siffleur, fistulateur Bycanistes
- Calao casqué noir et blanc, Bycanistes subcylindricus
- Calao à joues brunes, Bycanistes cylindricus
- Calao à cuisses blanches, Bycanistes albotibialis
- Calao à casques noires, Ceratogymna atrata
- Calao à casques jaunes, Ceratogymna elata

## Calao terrestre
Ordre : Bucerotiformes   Famille : Bucorvidés
Les calaos terrestres sont des oiseaux terrestres qui se nourrissent presque entièrement d'insectes, d'autres oiseaux, de serpents et d'amphibiens.
- Calao terrestre d'Abyssinie, Bucorvus abyssinicus

## Barbets africains
Ordre : Piciformes   Famille : Lybiidés
Les barbets africains sont des oiseaux dodus, avec un cou court et une grosse tête. Ils tirent leur nom des poils qui bordent leurs gros becs. La plupart des espèces sont de couleur vive.
- Barbet à face nue, Gymnobucco calvus
- Barbet à gorge grise, Gymnobucco bonapartei
- Tinkerbird moucheté, Pogoniulus scolopaceus
- La fée clochette à croupion rouge, Pogoniulus atroflavus
- Tinkerbird à gorge jaune, Pogoniulus subsulphureus
- Tinkerbird à croupion jaune, Pogoniulus bilineatus
- Tinkerbird à front jaune, Pogoniulus chrysoconus
- Barbet tacheté jaune, Buccanodon duchaillui
- Barbet à poitrine velue, Tricholaema hirsuta
- Barbet de Vieillot, Lybius vieilloti
- Barbet à double dent, Lybius bidentatus
- Barbet barbu, Lybius dubius
- Barbet à bec jaune, Trachyphonus purpuratus

## Honeyguides
Ordre : Piciformes   Famille : Indicatoridae
Les Honeyguides font partie des rares oiseaux qui se nourrissent de cire. Ils portent le nom du grand guide du miel qui conduit les chasseurs de miel traditionnels aux nids d'abeilles et, après que les chasseurs ont récolté le miel, se nourrit du contenu restant de la ruche. Il existe 17 espèces dans le monde et 9 espèces présentes en Guinée.
- Guide de miel tacheté, indicateur maculatus
- Guide de miel supérieur, indicateur indicateur
- Petit guide de miel, indicateur mineur
- Guide des moindres miel, indicateur exilis
- Guide de miel à queue de lyre, Melichneutes robustus
- Honeyguide à pattes jaunes, Melignomon eisentrauti
- Le guide du miel de Zenker, Melignomon zenkeri
- Guide du miel de Cassin, Prodotiscus insignis
- Guide du miel de Wahlberg, Prodotiscus regulus

## Pics et alliés
Ordre : Piciformes   Famille : Picidés
Les pics sont des oiseaux de taille petite à moyenne avec un bec en forme de ciseau, des pattes courtes, une queue raide et de longues langues utilisées pour capturer les insectes. Certaines espèces ont des pieds avec deux orteils pointant vers l'avant et deux vers l'arrière, tandis que plusieurs espèces n'ont que trois orteils. De nombreux pics ont l'habitude de taper bruyamment sur les troncs d'arbres avec leur bec.
- Piculet africain, Verreauxia africana
- Pic à points fins, Campethera punctuligera
- Pic à queue dorée, Campethera abingoni
- Petit pic vert, Campethera maculosa
- Pic de Tullberg, Campethera tullbergi
- Pic tacheté, Campethera nivosa
- Pic à oreilles brunes, Campethera caroli
- Pic cardinal, Chloropicus fuscescens
- Pic du Gabon, Chloropicus gabonensis
- Pic d'Elliot, Chloropicus elliotii
- Pic gris d'Afrique, Chloropicus goertae
- Pic à dos brun, Chloropicus obsoletus
- Pic à ventre de feu, Chloropicus pyrrhogaster

## Broadbills africains et verts
Ordre : Passériformes   Famille : Calyptoménidés
Les Broadbills sont de petits oiseaux aux couleurs vives, qui se nourrissent de fruits et capturent également des insectes à la manière d'un moucherolle, cassant leurs larges becs. Leur habitat est constitué de canopées de forêts humides.
- Broadbill africain, Smithornis capensis
- Broadbill à tête grise, Smithornis sharpei
- Broadbill à flancs roux, Smithornis rufolateralis

## Pittas
Ordre : Passériformes   Famille : Pittidés
Les Pittas sont de taille moyenne par rapport aux passereaux et sont trapus, avec des pattes assez longues et fortes, des queues courtes et des becs robustes. Beaucoup sont de couleurs vives. Ils passent la majorité de leur temps sur les sols humides de la forêt, à manger des escargots, des insectes et des invertébrés similaires. Il existe 32 espèces dans le monde et 1 espèce est présente en Guinée.
- Pitta africaine, Pitta angolensis

## Alouettes
Ordre : Passériformes   Famille : Alaudidés
Les alouettes sont de petits oiseaux terrestres avec des chants souvent extravagants et des vols de démonstration. La plupart des alouettes sont d'apparence assez terne. Leur nourriture est constituée d'insectes et de graines. Il existe 91 espèces dans le monde et 7 espèces présentes en Guinée.
- Mushlark chantant, Mirafra cantillans
- Alouette à cou roux, Mirafra africana
- Alouette de clapet, Mirafra rufocinnamomea
- Alouette à croupion roux, Pinarocorys érythropygie
- Bruant à dos châtain-alouette, Eremopterix leucotis
- Alouette huppée, Galerida cristata
- Alouette du soleil, Galerida modesta

## Hirondelles
Ordre : Passériformes   Famille : Hirundinidés
La famille des Hirundinidae est adaptée à l'alimentation aérienne. Ils ont un corps mince et profilé, de longues ailes pointues et un bec court avec une large ouverture. Les pieds sont adaptés pour se percher plutôt que pour marcher, et les orteils avant sont partiellement joints à la base.
- Hirondelle de banque, Riparia riparia
- Martin plaine, Riparia paludicola
- Hirondelle à croupion grise, Pseudhirundo griseopyga
- Rock martin, Ptyonoprogne fuligula
- Hirondelle rustique, Hirundo rustica
- Hirondelle à poitrine rousse, Hirundo lucida
- Hirondelle éthiopienne, Hirundo aethiopica
- Hirondelle à queue métallique, Hirundo smithii
- Hirondelle bleue à gorge blanche, Hirundo nigrita
- Hirondelle à ailes multiples, Hirundo leucosoma
- Petite hirondelle rayée, Cecropis abyssinica
- Hirondelle à poitrine roux, Cecropis semirufa
- Hirondelle de mosquée, Cecropis senegalensis
- Hirondelle à croupion rouge, Cecropis daurica
- Hirondelle de Preuss, Petrochelidon preussi
- Hirondelle forestière, Atronanus fuliginosus
- Maison commune-martin, Delichon urbicum
- Sawwing à queue carrée, Psalidoprocne nitens
- Montagne sawwing, Psalidoprocne fuliginosa
- Fanti sawwing, Psalidoprocne obscura

## Bergeronnettes et pipits
Ordre : Passériformes   Famille : Motacillidés
Motacillidae est une famille de petits passereaux à queue moyenne à longue. Ils comprennent les bergeronnettes, les longues griffes et les pipits. Ce sont des insectivores minces qui se nourrissent au sol de rase campagne.
- Bergeronnette grise, Motacilla alba
- Bergeronnette pie africaine, Motacilla aguimp
- Jaune Ouest bergeronnette, Motacilla flava
- Bergeronnette des montagnes, Motacilla clara
- Longclaw à gorge jaune, Macronyx croceus
- Pipit de Richard, Anthus richardi
- Pipit à dos uni, Anthus leucophrys
- Pipit africain, Anthus cinnamomeus
- Pipit à longues pattes, Anthus pallidiventris
- Pipit fauve, Anthus campestris
- Pipit à long bec, Anthus similis
- Pipit des arbres, Anthus trivialis
- Pipit à gorge rousse, Anthus cervinus (A)

## Coucous
Ordre : Passériformes   Famille : Campephagidae
Les coucous sont des passereaux de taille petite à moyenne. Ils sont principalement grisâtres avec du blanc et du noir, bien que certaines espèces soient de couleur vive.
- Coucou à poitrine blanche, Coracina pectoralis
- Cuckooshrike bleu, Coracina azurea
- Cuckooshrike à épaules rouges, Campephaga phoenicea
- Coucou à gorge violette, Campephaga quiscalina
- Cuckooshrike du Ghana, Campephaga lobata

## Nicators
Ordre : Passériformes   Famille : Nicatoridae
Les gentilshommes sont en forme de pie-grièche, avec des becs crochus. Ils sont endémiques en Afrique subsaharienne.
- Nicator occidental, Nicator chloris
- Nicator à gorge jaune, Nicator viréo

## Bulbes
Ordre : Passériformes   Famille : Pycnonotidés
Les bulbes sont des oiseaux chanteurs de taille moyenne. Certains sont colorés avec des évents, des joues, des gorges ou des supercilia jaunes, rouges ou orange, mais la plupart sont ternes, avec un plumage uniforme brun olive à noir. Certaines espèces ont des crêtes distinctes.
- Bulbul commun, Pycnonotus barbatus
- Petit bulbe vert, Eurillas virens
- Bulle verte grise, Eurillas gracilis
- Bulle verte d'Ansorge, Eurillas ansorgei
- Bulle verte ordinaire, Eurillas curvirostris
- Greenbul à moustaches jaunes, Eurillas latirostris
- Greenbul à bec élancé, Stelgidillas gracilirostris
- Bulle vert doré, Calyptocichla serinus
- Honeyguide Greenbul, indicateur Baeopogon
- Bulbe tacheté, Ixonotus guttatus
- Bulle verte simple, Chlorocichla simplex
- Greenbul à gorge jaune, Atimastillas flavicollis
- Bulle verte des marais, Thescelocichla leucopleura
- L'amour des feuilles, Phyllastrephus scandens
- Greenbul de Baumann, Phyllastrephus baumanni
- Greenbul à gorge blanche, Phyllastrephus albigularis
- Greenbul Ictérine, Phyllastrephus icterinus
- Bristlebill à queue rousse, Bleda syndactylus
- Bristlebill à tête grise, Bleda canicapillus
- Bristlebill moindre, Bleda notatus
- Bulle à queue rousse, Criniger calurus
- Bulbe à barbe de l'Ouest, Criniger barbatus
- Greenbul à barbe jaune, Criniger olivaceus

## Grives et alliés
Ordre : Passériformes   Famille : Turdidés
Les grives sont un groupe d'oiseaux passereaux qui se produisent principalement dans l'Ancien Monde. Ce sont des insectivores dodus, à plumes molles, de taille petite à moyenne ou parfois omnivores, se nourrissant souvent au sol. Beaucoup ont des chansons attrayantes.
- Le moucherolle de Finsch, Neocossyphus finschi
- Grive à queue rousse, Neocossyphus rufus
- Grive des fourmis à queue blanche, Neocossyphus poensis
- Grive africaine, Turdus pelios

## Cisticoles et alliés
Ordre : Passériformes   Famille : Cisticolidae
Les Cisticolidae sont des fauvettes trouvées principalement dans les régions méridionales plus chaudes de l'Ancien Monde. Ce sont généralement de très petits oiseaux d'apparence brun terne ou gris que l'on trouve en pleine nature comme les prairies ou les broussailles.
- Cisticole à face rouge, Cisticola erythrops
- Chant cisticole, Cisticola cantans
- Cisticole sifflante, Cisticola lateralis
- Chattering cisticola, Cisticola anonymus
- Cisticole amoureuse de roches, Cisticola aberrans
- Cisticole de pâté rouge, Cisticola ruficeps
- Cisticole sinueuse, Cisticola marginatus
- Croaking cisticola, Cisticola natalensis
- Cisticole sifflante, Cisticola brachypterus
- Rufous cisticole, Cisticola rufus
- Zitting cisticole, Cisticola juncidis
- Cisticole à cou noir, Cisticola eximius
- Prinia à flancs fauves, Prinia subflava
- Sierra Leone prinia, Prinia leontica
- Prinia bagués, Prinia bairdii
- Prinia à ailes rouges, Prinia erythroptera
- Apalis à tête noire, Apalis nigriceps
- Apalis de Sharpe, Apalis sharpii
- Paruline oriole, Hypergerus atriceps
- Camaroptera à dos vert, Camaroptera brachyura
- Camaroptera à sourcils jaunes, Camaroptera superciliaris
- Camaroptera vert olive, Camaroptera chloronota
- Paruline roux à tête noire, Bathmocercus cerviniventris
- Paruline à queue blanche, Poliolais lopezi
- Sénégal eremomela, Eremomela pusilla
- Eremomela à couronne roux, Eremomela badiceps

## Fauvettes africaines
Ordre : Passériformes   Famille : Macrosphenidae
- Paruline graminée moustachue, Melocichla mentalis
- Crombec vert, Sylvietta virens
- Crombec à ventre de citron, Sylvietta denti
- Crombec du Nord, Sylvietta brachyura
- Le long bec de Kemp, Macrosphenus kempi
- Le long bec gris, Macrosphenus concolor
- Hylia verte, Hylia prasina
- Tit-hylia, Pholidornis rushiae

## Fauvettes locustellides
Ordre : Passériformes   Famille : Locustellidés
- Paruline sauterelle commune, Locustella naevia
- Grassbird à queue en éventail, Schoenicola brevirostris

## Fauvettes acrocéphalides
Ordre : Passériformes   Famille : Acrocephalidae
- Paruline des joncs, Acrocephalus schoenobaenus
- Fauvette des roseaux eurasienne, Acrocephalus scirpaceus
- Grande fauvette des roseaux, Acrocephalus arundinaceus
- Une plus grande fauvette des marais, Acrocephalus rufescens
- Paruline olivacée de l'Est, Iduna pallida
- Paruline olivacée de l'Ouest, Iduna opaca
- Paruline mélodieuse, Hippolais polyglotta

## Fauvettes phylloscopides
Ordre : Passériformes   Famille : Phylloscopidae
- Paruline des bois à tête noire, Phylloscopus herberti
- Paruline des saules, Phylloscopus trochilus
- Paruline des bois, Phylloscopus sibilatrix

## Fauvettes hyliotides
Ordre : Passériformes   Famille : Hyliotidés
- Hyliota à ventre jaune, Hyliota flavigaster
- Hyliota à dos violet, Hyliota violacea

## Fauvettes sylviides, perroquets et alliés
Ordre : Passériformes   Famille : Sylviidés
La famille Sylviidae est un groupe de petits passereaux insectivores. Ils se produisent principalement en tant qu'espèces reproductrices, comme son nom commun l'indique, en Europe, en Asie et, dans une moindre mesure, en Afrique. La plupart sont d'apparence généralement non distinguée, mais beaucoup ont des chansons distinctes.
- Blackcap eurasien, Sylvia atricapilla
- Fauvette des jardins, Sylvia Borin
- Babbler des collines africaines, Pseudoalcippe abyssinica

## Flycatchers de l'Ancien Monde
Ordre : Passériformes   Famille : Muscicapidae
Les flycatchers de l'Ancien Monde sont un grand groupe de petits passereaux originaires de l'Ancien Monde. Ce sont principalement de petits insectivores arboricoles. L'apparence de ces oiseaux est très variée, mais ils ont surtout des chants faibles et des cris durs.
- Grive à queue rousse, Monticola saxatilis
- Moucherolle pâle, Agricola pallidus
- Moucherolle noir du Nord, Melaenornis edolioides
- Moucherolle nimba, Melaenornis annamarulae
- Moucherolle des forêts d'Afrique, Fraseria ocreata
- Moucherolle des forêts à sourcils blancs, Fraseria cinerascens
- Mésange grise -moucherolle, Fraseria griseigularis
- Mésange grise-moucherolle, Fraseria plumbea
- Moucherolle olivacé, Fraseria olivascens
- Moucherolle de Tessmann, Fraseria tessmanni
- Moucherolle cendré, Fraseria caerulescens
- Moucherolle tacheté, Muscicapa striata
- Moucherolle Gambaga, Muscicapa gambagae
- Petit moucherolle, Muscicapa epulata
- Moucherolle à pieds jaunes, Muscicapa sethsmithi
- Moucherolle des marais, Muscicapa aquatica
- Moucherolle de Cassin, Muscicapa cassini
- Le moucherolle de Ussher, Bradornis ussheri
- Moucherolle fuligineux, Bradornis fuliginosus
- Moucherolle bleu sombre, Bradornis comitatus
- Moucherolle européen, Ficedula hypoleuca
- Robin des bois, Stiphrornis erythrothorax
- Akalat de Bocage, Sheppardia bocagei
- Akalat des basses terres, Sheppardia cyornithopsis
- Rossignol commun, Luscinia megarhynchos
- Bleu-épaule robin-chat, Cossypha cyanocampter
- Robin-chat à ailes grises, Cossypha polioptera
- Robin-chat à couronne enneigée, Cossypha niveicapilla
- Robin-chat à couronne blanche, Cossypha albicapilla
- Grive à queue rousse, Cichladusa ruficauda
- Forêt des broussailles-robin, Cercotrichas leucosticta
- Rougequeue commun, Phoenicurus phoenicurus
- Whinchat, Saxicola rubetra
- Chapeau de pierre africain, Saxicola torquatus (A)
- Traquet motteux, Oenanthe oenanthe
- Traquet de Heuglin, Oenanthe heuglini
- Chat noir à front blanc, Oenanthe albifrons
- Chat familier, Oenanthe familiaris
- Chat de suie, Myrmecocichla nigra
- Mocking cliff-chat, Thamnolaea cinnamomeiventris
- Alethe à poitrine brune, Chamaetylas poliocephala
- Alethe à queue blanche, Alethe diademata

## Yeux Wattle
Ordre : Passériformes   Famille : Platysteiridae
Les yeux d'acacia, ou moucherons gonflés, sont de petits passereaux robustes des tropiques africains. Ils tirent leur nom des décorations oculaires charnues aux couleurs vives trouvées dans la plupart des espèces de ce groupe.
- Yeux d'acacia à gorge brune, Platysteira cyanea
- Wattle-eye d'Afrique de l'Ouest, Platysteira hormophora
- Œil- d'acacia à joues rouges, Platysteira blissetti
- Œil d'acacia à cou noir, Platysteira chalybea
- Sénégal batis, Batis senegalensis

## Fauvettes et alliés de Bush
Ordre : Passériformes   Famille : Scotocercidae
Les membres de cette famille se trouvent dans toute l'Afrique, l'Asie et la Polynésie. Leur taxonomie est en évolution et certaines autorités placent le genre Erythrocerus dans une autre famille.
- Moucherolle à tête châtaigne, Erythrocercus mccallii

## Flycatchers de fées
Ordre : Passériformes   Famille : Stenostiridae
- Moucherolle bleu africain, Elminia longicauda
- Moucherolle à crête sombre, Elminia nigromitrata

## Attrape-mouches monarque
Ordre : Passériformes   Famille : Monarchidés
Les mouches monarques sont des passereaux insectivores de taille petite à moyenne qui chassent à la mouche.
- Moucherolle à tête bleue, Trochocercus nitens
- Moucherolle du paradis à tête noire, Terpsiphone rufiventer
- Moucherolle du paradis à ventilation roux, Terpsiphone rufocinerea
- Moucherolle paradis africain, Terpsiphone viridis

## Rockfowl
Ordre : Passériformes   Famille : Picathartidés
La sauvagine est un oiseau maigre avec un bec en forme de corbeau, un long cou, une queue et des pattes et des pattes solides adaptées à l'alimentation terrestre. Ils sont de taille et de structure similaires aux roadrunners totalement indépendants, mais ils sautent plutôt que de marcher. Ils ont également des têtes sans plumes aux couleurs vives. Il existe 2 espèces dans le monde et 1 espèce présente en Guinée.
- Rockfowl à cou blanc, Picathartes gymnocephalus

## Babblers au sol
Ordre : Passériformes   Famille : Pellorneidae
- Blackcap illadopsis, Illadopsis cleaveri
- Illadopsis à ailes rousses, Illadopsis rufescens
- Illadopsis de Puvel, Illadopsis puveli
- Illadopsis à poitrine pâle, Illadopsis rufipennis
- Illadopsis brun, Illadopsis fulvescens

## Grives rieuses
Ordre : Passériformes   Famille : Leiothrichidae
- Babbler Blackcap, Turdoides reinwardtii
- Babbler brun, Turdoides plebejus
- Babbler capucin, Turdoides atripennis

## Mésanges et mésanges
Ordre : Passériformes   Famille : Paridés
Les Paridae sont principalement de petites espèces forestières trapues à bec court et robuste. Certains ont des crêtes. Ce sont des oiseaux adaptables, avec une alimentation mixte comprenant des graines et des insectes. Il existe 59 espèces dans le monde et 2 espèces présentes en Guinée.
- Mésange noire à épaulettes, Melaniparus guineensis
- Mésange sombre, Melaniparus funereus

## Les arbustes
Ordre : Passériformes   Famille : Certhiidae
Les arbustes sont de petits oiseaux des bois, bruns dessus et blancs dessous. Ils ont de minces becs incurvés vers le bas, qu'ils utilisent pour extraire les insectes de l'écorce. Ils ont des plumes de queue raides, comme des pics, qu'ils utilisent pour se soutenir sur des arbres verticaux.
- Liane tachetée d'Afrique, Salpornis salvadori

## Oiseaux de soleil et chasseurs d'araignées
Ordre : Passériformes   Famille : Nectariniidae
Les sunbirds et les chasseurs d'araignées sont de très petits passereaux qui se nourrissent en grande partie de nectar, bien qu'ils prennent également des insectes, en particulier lorsqu'ils nourrissent les jeunes. Le vol est rapide et direct sur leurs ailes courtes. La plupart des espèces peuvent prendre du nectar en planant comme un colibri, mais se perchent généralement pour se nourrir.
- Souimanga à touffes écarlates, Deleornis fraseri
- Souimanga brun souris, Anthreptes gabonicus
- Souimanga à dos violet de l'Ouest, Anthreptes longuemarei
- Souimanga à queue violette, Anthreptes aurantius
- Petit oiseau vert, Anthreptes seimundi
- Souimanga vert, Anthreptes rectirostris
- Souimanga à collier, Hedydipna necklaceis
- Souimanga pygmée, Hedydipna platura
- Souimanga à tête verte, Cyanomitra verticalis
- Souimanga brun à gorge bleue, Cyanomitra cyanolaema
- L'olivier-sunbird, Cyanomitra olivacea
- Souimanga à gorge chamoisée, Chalcomitra adelberti
- Souimanga carmélite, Chalcomitra fuliginosa
- Souimanga à gorge verte, Chalcomitra rubescens
- Souimanga à poitrine écarlate, Chalcomitra senegalensis
- Souimanga à ventre olive, Cinnyris chloropygius
- Beau sunbird, Cinnyris pulchellus
- Souimanga à touffe orange, Cinnyris bouvieri
- Splendide sunbird, Cinnyris coccinigaster
- Oiseau solaire de Johanna, Cinnyris johannae
- Superbe sunbird, Cinnyris superbus
- Souimanga variable, Cinnyris venustus
- Souimanga d' Ursula, Cinnyris ursulae
- Souimanga cuivré, Cinnyris cupreus

## Yeux blancs
Ordre : Passériformes   Famille : Zosteropidae
Les yeux blancs sont petits et généralement peu distingués, leur plumage au-dessus étant généralement d'une couleur terne comme l'olivier verdâtre, mais certaines espèces ont une gorge, une poitrine ou des parties inférieures blanches ou jaune vif, et plusieurs ont des flancs chamois. Comme leur nom l'indique, de nombreuses espèces ont un anneau blanc autour de chaque œil. Il existe 96 espèces dans le monde et 1 espèce est présente en Guinée.
- Yeux blancs jaunes d'Afrique, Zosterops senegalensis

## Orioles de l'Ancien Monde
Ordre : Passériformes   Famille : Oriolidae
Les orioles du Vieux Monde sont des passereaux colorés. Ils ne sont pas liés aux orioles du Nouveau Monde. Il existe 29 espèces dans le monde et 4 espèces présentes en Guinée.
- Oriole doré eurasien, Oriolus oriolus
- Oriole d'or africain, Oriolus auratus
- L'Oriole à tête noire de l'Ouest, Oriolus brachyrhynchus
- Oriole à ailes noires, Oriolus nigripennis

## Pie-grièche
Ordre : Passériformes   Famille : Laniidés
Les pies-grièches sont des passereaux connus pour leur habitude d'attraper d'autres oiseaux et de petits animaux et d'empaler les parties non consommées de leur corps sur des épines. Le bec d'une pie-grièche typique est accroché, comme un oiseau de proie. Il y a 4 espèces qui ont été recensées en Guinée.
- Pie-grièche de Mackinnon, Lanius mackinnoni
- Fiscale du Nord, Lanius humeralis
- Pie-grièche Woodchat, sénateur Lanius
- Pie-grièche à bec jaune, Corvinella corvina

## Bushshrikes et alliés
Ordre : Passériformes   Famille : Malaconotidés
Les pousses brousse ont des habitudes similaires aux pie-grièches, chassent les insectes et autres petites proies depuis un perchoir sur un buisson. Bien que de construction similaire aux pie-grièches, celles-ci ont tendance à être soit des espèces colorées, soit en grande partie noires; certaines espèces sont assez secrètes. Il existe 46 espèces dans le monde et 16 espèces présentes en Guinée.
- Brubru, Nilaus après
- Le nord du puffback, Dryoscopus gambensis
- Le puffback aux yeux rouges, Dryoscopus senegalensis
- Bouffon à gros bec, Dryoscopus sabini
- Tchagra des marais, Tchagra minuta
- Tchagra à couronne noire, Tchagra senegala
- Tchagra à couronne brune, Tchagra australis
- Boubou de Turati, Laniarius turatii
- Boubou tropical, Laniarius major
- Gonolek commun, Laniarius barbarus
- Boubou fuligineux, Laniarius leucorhynchus
- Bushshrike gris-vert, Telophorus bocagei
- Brousse à poitrine sulfureuse, Telophorus sulfureopectus
- Bushshrike multicolore, Telophorus multicolor
- Bushshrike à poitrine ardente, Malaconotus cruentus
- Bushshrike à tête grise, Malaconotus blanchoti

## Vangas, casques et alliés
Ordre : Passériformes   Famille : Vangidés
Les casques sont similaires à ceux des pies-grièches, mais ont tendance à être des espèces colorées avec des crêtes distinctives ou d'autres ornements de tête, tels que des caroncules, dont ils tirent leur nom.
- Casque blanc, Prionops plumatus
- Casque à bec rouge, caniceps Prionops
- Pie-grièche africaine-moucherolle, Megabyas flammulatus
- Pie-grièche-moucherolle noir et blanc, Bias musicus

## Drongos
Ordre : Passériformes   Famille : Dicruridés
Les drongos sont pour la plupart de couleur noire ou gris foncé, parfois avec des teintes métalliques. Ils ont de longues queues fourchues et certaines espèces asiatiques ont des décorations de queue élaborées. Ils ont des pattes courtes et sont assis très droit lorsqu'ils sont perchés, comme une pie-grièche. Ils attrapent ou prennent des proies au sol. Il existe 4 espèces présentes en Guinée.
- Drongo à queue carrée de l'Ouest, Dicrurus occidentalis
- Drongo brillant, Dicrurus atripennis
- Drongo à dos brillant, Dicrurus divaricatus
- Drongo à manteau de velours, Dicrurus modestus

## Corbeaux, geais, corbeaux et pies
Ordre : Passériformes   Famille : Corvidés
La famille des Corvidés comprend les corbeaux, les corbeaux, les geais, les coussins, les pies, les treepies, les casse - noisettes et les geais terrestres. Les corvidés sont de taille supérieure à la moyenne parmi les Passériformes, et certaines des plus grandes espèces montrent des niveaux élevés d'intelligence. Il existe 120 espèces dans le monde et 2 espèces présentes en Guinée.
- Piapiac, Ptilostomus afer
- Corbeau pie, Corvus albus

## Oxpeckers
Ordre : Passériformes   Famille : Buphagidae
Comme l'indiquent les noms anglais et scientifiques de ces oiseaux, ils se nourrissent d'ectoparasites, principalement des tiques, trouvés sur de grands mammifères.
- Pic à bec jaune, Buphagus africanus

## Étourneaux
Ordre : Passériformes   Famille : Sturnidés
Les étourneaux sont des passereaux de taille petite à moyenne. Leur vol est fort et direct et ils sont très grégaires. Leur habitat préféré est la campagne assez ouverte. Ils mangent des insectes et des fruits. Le plumage est généralement sombre avec un éclat métallique.
- Une plus grande étourneau brillant à oreilles bleues, Lamprotornis chalybaeus
- Petit étourneau glacé à oreilles bleues, Lamprotornis chloropterus
- Étourneau brillant à queue de bronze, Lamprotornis chalcurus
- Splendide étourneau brillant, Lamprotornis splendidus
- Étourneau émeraude, Lamprotornis iris
- Étourneau brillant violet, Lamprotornis purpureus
- Étourneau glacé à longue queue, Lamprotornis caudatus
- Étourneau à ventre marron, Lamprotornis pulcher
- Étourneau à tête violette, Hylopsar purpureiceps
- Étourneau à queue de cuivre, Hylopsar cupreocauda
- Étourneau à dos violet, Cinnyricinclus leucogaster
- Étourneau à ailes de châtaignier, Onychognathus fulgidus
- Étourneau de Neumann, Onychognathus neumanni
- Étourneau à queue étroite, Poeoptera lugubris

## Tisserands et alliés
Ordre : Passériformes   Famille : Ploceidae
Les tisserands sont de petits passereaux apparentés aux pinsons. Ce sont des oiseaux granivores avec des becs coniques arrondis. Les mâles de nombreuses espèces sont de couleur vive, généralement en rouge ou jaune et noir, certaines espèces ne présentent des variations de couleur que pendant la saison de reproduction.
- Buffle-tisserand à bec blanc, Bubalornis albirostris
- Weaver à front moucheté, Sporopipes frontalis
- Bruant à couronne de châtaignier-weaver, Plocepasser superciliosus
- Petit tisserand, Ploceus luteolus
- Tisserand à col noir, Ploceus nigricollis
- Tisserin orange, Ploceus aurantius
- Le tisserand masqué de Heuglin, Ploceus heuglini
- Vitelline masqué-tisserand, Ploceus vitellinus
- Village tisserand, Ploceus cucullatus
- Le tisserand de Vieillot, Ploceus nigerrimus
- Tisserin à tête noire, Ploceus melanocephalus
- Tisserin à mante jaune, Ploceus tricolor
- Le tisserand noir de Maxwell, Ploceus albinucha
- Le tisserand de Preuss, Ploceus preussi
- Tisserin compact, Pachyphantes superciliosus
- Malimbe à couronne rouge, Malimbus coronatus
- Malimbe de Ballman, Malimbus ballmanni
- Malimbe à évents rouges, Malimbus scutatus
- Malimbe de Gray, Malimbus nitens
- Crested malimbe, Malimbus malimbicus
- Malimbe à tête rouge, Malimbus rubricollis
- Tisserin à tête rouge, Anaplectes rubriceps
- Quéléa à tête rouge, Quelea erythrops
- Quéléa à bec rouge, Quelea quelea
- L'évêque à couronne jaune, Euplectes afer
- Évêque aux ailes noires, Euplectes hordeaceus
- Évêque orange, Euplectes franciscanus
- L'évêque jaune, Euplectes capensis
- Veuve à épaulettes jaunes, Euplectes macroura
- Veuve à collier rouge, Euplectes ardens
- Gros-bec, tisserand Amblyospiza albifrons
- Weaver parasite, Anomalospiza imberbis

## Waxbills et alliés
Ordre : Passériformes   Famille : Estrildidés
Les pinsons estrildidés sont de petits passereaux des tropiques de l'Ancien Monde et de l'Australasie. Ce sont des mangeurs de graines grégaires et souvent coloniaux avec des becs courts épais mais pointus. Ils ont tous une structure et des habitudes similaires, mais présentent de grandes variations dans les couleurs et les motifs du plumage.
- Fourmilier de Woodhouse, Parmoptila woodhousei
- Nigrita à poitrine blanche, Nigrita fusconota
- Nigrita à poitrine marron, Nigrita bicolor
- Nigrita à front pâle, Nigrita luteifrons
- Nigrita à tête grise, Nigrita canicapilla
- Oliveback à tête grise, Nesocharis capistrata
- Pytilia à ailes rouges, Pytilia phoenicoptera
- Pytilia à ailes vertes, Pytilia melba
- Pytilie à face rouge, Pytilia hypogrammica
- Twinspot à dos vert, Mandingoa nitidula
- Crimson seedcracker, Pyrenestes sanguineus
- Casse-graines à ventre noir, Pyrenestes ostrinus
- Bluebill de l'Ouest, Spermophaga haematina
- Twinspot de Dybowski, Euschistospiza dybowskii
- Bar-breasted firefinch, Lagonosticta rufopicta
- Chardonneret à bec rouge, Lagonosticta senegala
- Firefinch à ventre noir, Lagonosticta rara
- Chardonneret africain, Lagonosticta rubricata
- Firefinch à face noire, Lagonosticta larvata
- Cordonbleu à joues rouges, Uraeginthus bengalus
- Bec de cire de lavande, Estrilda caerulescens
- Bec de cire à joues orange, Estrilda melpoda
- Bec de cire à croupion noir, Estrilda troglodytes
- Bec de cire commun, Estrilda astrild
- Bec de cire à couronne noire, Estrilda nonnula
- Bec de cire zébré, Sporaeginthus subflavus
- Quailfinch, Ortygospiza atricollis
  - Caille à face noire, Ortygospiza atricollis atricollis
  - Caille à menton noir, Ortygospiza atricollis gabonensis
- Bec d'argent africain, cantans d'Euodice
- Mannikin en bronze, Spermestes cucullatus
- Mannikin noir et blanc, Spermestes bicolor
- Magpie mannikin, Spermestes fringilloides
- Coupe-gorge, Amadina fasciata

## Indigobirds
Ordre : Passériformes   Famille : Viduidae
Les indigobirds sont des espèces ressemblant à des pinson qui ont généralement du noir ou de l'indigo prédominant dans leur plumage. Tous sont des parasites du couvain, qui pondent leurs œufs dans les nids de pinsons estrildidés. Il existe 20 espèces dans le monde et 8 espèces présentes en Guinée.
- Village indigobird, Vidua chalybeata
- Indigobird Jambandu, Vidua raricola
- Baka indigobird, Vidua larvaticola
- Indigobird aux ailes pâles, Vidua wilsoni
- Cameroun indigobird, Vidua camerunensis
- Whydah à queue épingles, Vidua macroura
- Paradis à longue queue-whydah, Vidua interjecta
- Paradis du nord-whydah, Vidua orientalis

## Bruants de l'Ancien Monde
Ordre : Passériformes   Famille : Emberizidae
Les emberizidés sont une grande famille d'oiseaux passereaux. Ce sont des oiseaux granivores avec des becs de forme distincte. De nombreuses espèces d'emberizidés ont des motifs de tête distinctifs. Il y a 4 espèces qui ont été recensées en Guinée.
- Ortolan bunting, Emberiza hortulana
- Bruant de Gosling, Emberiza goslingi
- Bruant à croupion brun, Emberiza affinis
- Bruant de Cabanis, Emberiza cabanisi

## Pinsons, euphonies et alliés
Ordre : Passériformes   Famille : Fringillidés
Les pinsons sont des passereaux granivores, qui sont petits à moyennement grands et ont un bec fort, généralement conique et chez certaines espèces très grand. Tous ont douze plumes de la queue et neuf primaires. Ces oiseaux ont un vol rebondissant avec des épisodes alternés de battements et de glissements sur les ailes fermées, et la plupart chantent bien.
- Graine à croupion blanc, Crithagra leucopygius
- Canari à front jaune, Crithagra mozambicus
- Semoir d'Afrique de l'Ouest, Crithagra canicapilla

## Moineaux de l'Ancien Monde
Ordre : Passériformes   Famille : Passeridae
Les moineaux de l'Ancien Monde sont de petits passereaux. En général, les moineaux ont tendance à être de petits oiseaux dodus, bruns ou gris avec une queue courte et un bec court et puissant. Les moineaux sont des mangeurs de graines, mais ils consomment également de petits insectes.
- Moineau à tête grise, Passer griseus
- Bruant arboricole eurasien, Passer montanus
- Bush petronia, Gymnornis dentata

## Voir également
- Faune de Guinée
- Liste des oiseaux
- Listes d'oiseaux par région